# ماکسیم سیویس
ماکسیم سیویس (انگلیسی: Maxime Sivis؛ زادهٔ ۱ آوریل ۱۹۹۸) بازیکن فوتبال اهل فرانسه است که در پست مدافع بازی می‌کند.
او سابقه بازی در باشگاه‌های گنگام و آنژه را در کارنامه دارد.
وی همچنین در تیم ملی فوتبال DR Congo U18 بازی کرده‌است.